# 누벨 퀴진

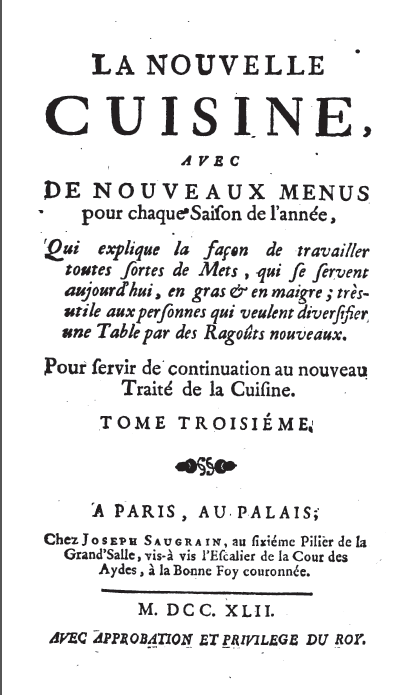

누벨 퀴진(nouvelle cuisine, 프랑스어: [nuvɛl kɥizin]; lit. 'new cuisine')은 프랑스 요리의 요리 및 음식 표현에 대한 접근 방식이다. 오트 퀴진의 오래된 형태인 퀴진 클래시크와 달리 누벨 퀴진은 요리가 더 가볍고 섬세하며 프레젠테이션에 중점을 두는 것이 특징이다. 1960년대에 이 문구를 발명한 음식 평론가 앙리 고트와 그의 동료인 앙드레 가요, 크리스티앙 밀라우가 새로운 레스토랑 가이드인 고미요 또는 르 누보 가이드를 통해 대중화했다.

## 역사
"누벨 퀴진"이라는 용어는 프랑스 요리의 역사에서 과거와의 완전한 단절을 표시하기 위해 여러 번 사용되었다.
1730년대와 1740년대에 몇몇 프랑스 작가들은 전통과의 단절을 강조하면서 그들의 요리를 "현대적" 또는 "새로운" 요리라고 불렀다.
1880년대와 1890년대에 조르주 오귀스트 에스코피에(Georges Auguste Escoffier)의 요리는 때때로 해당 용어로 묘사되었다.

## 공식
골트(Gault)와 밀라우(Millau)는 이 새로운 요리 스타일의 10가지 특징에 포함된 "공식"을 발견했다. 확인된 10가지 특성은 다음과 같다.
- 요리의 과도한 복잡성에 대한 거부.
- 대부분의 생선, 해산물, 사냥감, 송아지 고기, 녹색 채소 및 파테의 요리 시간은 자연 풍미를 보존하기 위해 크게 줄였다. 이러한 특성에서 찜은 중요한 트렌드였다.
- 요리는 가능한 가장 신선한 재료로 만들어졌다.
- 짧은 메뉴를 위해 큰 메뉴를 포기했다.
- 고기와 사냥감을 위한 강한 마리네이드 사용이 중단되었다.
- 에스파뇰, 베샤멜과 같은 진한 소스는 신선한 허브, 고급 버터, 레몬 주스, 식초를 사용한 조미료로 대체되었다.
- 지역 요리는 영감의 원천으로 요리 고전을 대체했다.
- 새로운 기술이 수용되었고 현대 장비가 자주 사용되었다. 보큐즈(Bocuse)는 전자레인지도 사용했다.
- 셰프들은 요리를 통해 손님들의 식단에 세심한 주의를 기울였다.
- 셰프들은 매우 창의적이었고 새로운 조합과 페어링을 만들었다.